# Eubalta meridionalis
Eubalta meridionalis era una especie de arácnido  del orden Opiliones de la familia Gonyleptidae.
Es un sinónimo subjetivo junior de Eubalta planiceps (Gervais, 1842)

## Distribución geográfica
Se encuentra en Chile.